# Mythimna
Genre
Mythimna est un genre de lépidoptères (papillons) nocturnes de la famille des Noctuidae, de la sous-famille des Hadeninae ou des Noctuinae selon les classifications.

## Espèces rencontrées en Europe
- Mythimna (Anapoma) riparia (Rambur, 1829)
- Mythimna (Hyphilare) albipuncta (Denis & Schiffermüller, 1775) syn. ancien Aletia albipuncta
- Mythimna (Hyphilare) algirica (Oberthür, 1918)
- Mythimna (Hyphilare) congrua (Hübner, 1817)
- Mythimna (Hyphilare) ferrago (Fabricius, 1787) syn. ancien Aletia ferrago
- Mythimna (Hyphilare) l-album (Linnaeus, 1767)
- Mythimna (Hyphilare) litoralis (Curtis, 1827)
- Mythimna (Hyphilare) umbrigera (Saalmüller, 1891)
- Mythimna (Morphopoliana) languida (Walker, 1858)
- Mythimna (Mythimna) conigera (Denis & Schiffermüller, 1775) - Conigère
- Mythimna (Mythimna) deserticola (Bartel, 1903)
- Mythimna (Mythimna) favicolor (Barrett, 1896)
- Mythimna (Mythimna) impura (Hübner, 1808) - Leucanie souillée
- Mythimna (Mythimna) pallens (Linnaeus, 1758) - Noctuelle pâle, Leucanie blafarde
- Mythimna (Mythimna) pudorina (Denis & Schiffermüller, 1775)
- Mythimna (Mythimna) saucasa Pinker, 1963
- Mythimna (Mythimna) serradagua Wolff, 1977
- Mythimna (Mythimna) straminea (Treitschke, 1825)
- Mythimna (Mythimna) turca (Linnaeus, 1761)
- Mythimna (Mythimna) velutina (Eversmann, 1846)
- Mythimna (Mythimna) vitellina (Hübner, 1808)
- Mythimna (Prodigithymna) prominens (Walker 1856)
- Mythimna (Pseudaletia) unipuncta (Haworth 1809) - Noctuelle ponctuée
- Mythimna (Sablia) albiradiosa (Eversmann, 1852)
- Mythimna (Sablia) alopecuri (Boisduval, 1840)
- Mythimna (Sablia) andereggii (Boisduval, 1840)
  - Mythimna (Sablia) andereggii andereggii (Boisduval, 1840)
  - Mythimna (Sablia) andereggii pseudocomma (Rebel, 1931)
- Mythimna (Sablia) opaca (Staudinger, 1900)
- Mythimna (Sablia) sicula (Treitschke, 1835)